# Virpi Sarasvuo

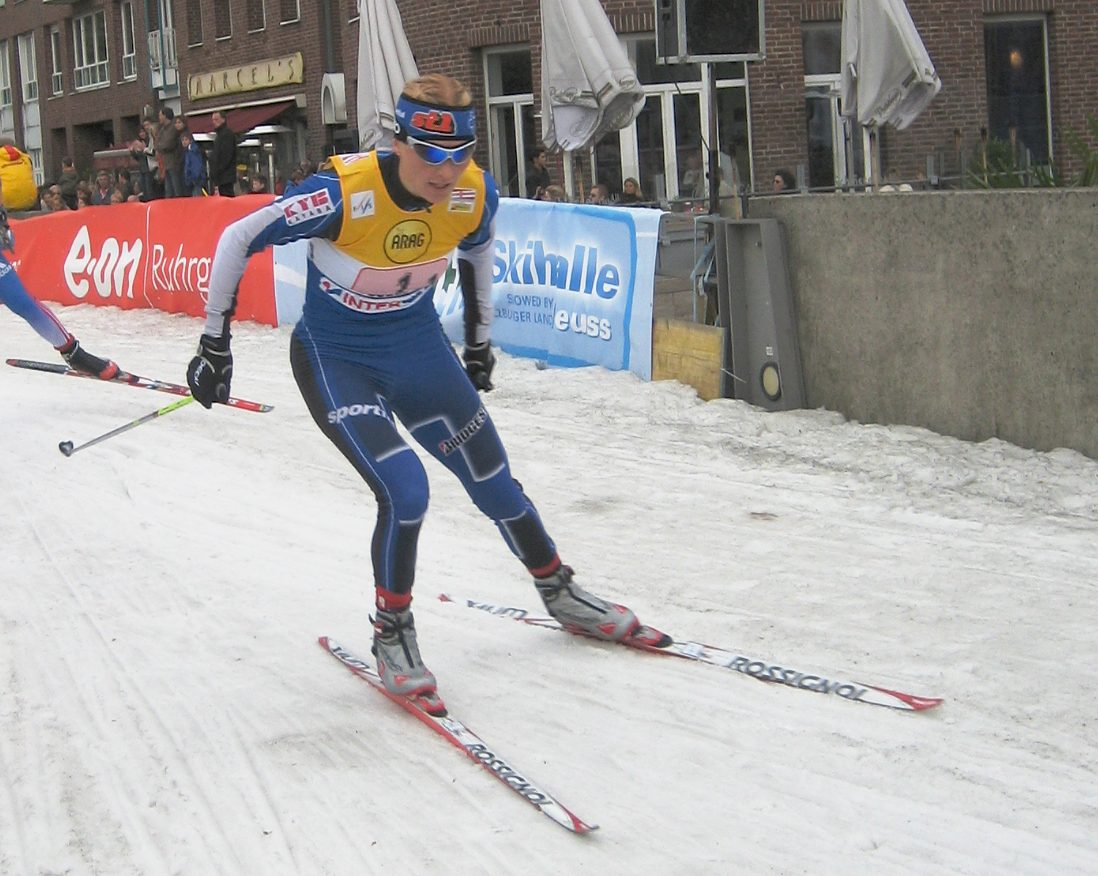
Sarasvuo, Finallauf des Teamsprints beim FIS-Weltcup in Düsseldorf, 29. Oktober 2006

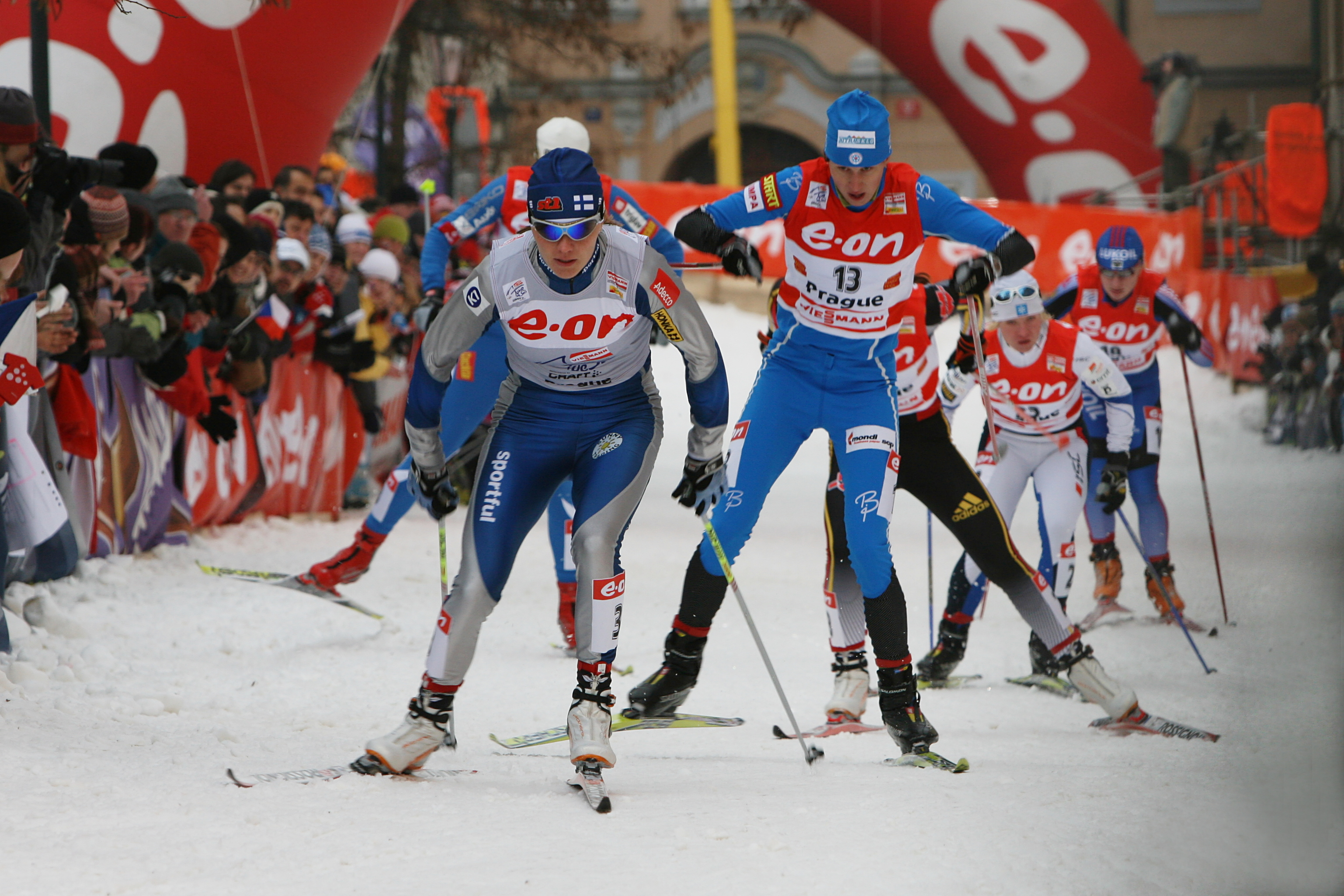
Virpi Sarasvuo, Tour de Ski, Prag 2007

Virpi Katriina Sarasvuo, geborene Kuitunen  (* 20. Mai 1976 in Kangasniemi) ist eine ehemalige finnische Skilangläuferin.

## Karriere
Bei der Nordischen Skiweltmeisterschaft 2001 in ihrer finnischen Heimat Lahti gewann sie die Goldmedaille in der Verfolgung. Kurz darauf wurde sie des Dopings überführt und mit einer zweijährigen Sperre belegt, ihren Titel durfte sie allerdings behalten, da die Dopingprobe nach dem WM-Rennen negativ ausgefallen war. Bei der Weltmeisterschaft 2005 in Oberstdorf errang sie die Silbermedaille im 30-km-Rennen in der klassischen Technik. Am 15. Januar 2006 gewann sie mit der finnischen Staffel (zusammen mit Aino-Kaisa Saarinen, Riitta-Liisa Lassila und Kaisa Varis) das Weltcup-Rennen in Val di Fiemme.
Bei den Olympischen Winterspielen 2006 in Turin gewann sie im Teamsprint gemeinsam mit Aino-Kaisa Saarinen die Bronzemedaille. Ein großer Erfolg ihrer Karriere war der Sieg bei der Tour de Ski 2007 vor Marit Bjørgen und Valentina Schewschenko.
Bei der Nordischen Skiweltmeisterschaft 2007 in Sapporo gewann sie jeweils die Goldmedaille über 30 km klassisch, im Freistil-Teamsprint (zusammen mit Riitta-Liisa Roponen) und mit der finnischen Mannschaft in der 4 × 5-km-Staffel (zusammen mit Aino-Kaisa Saarinen, Riitta-Liisa Roponen und Pirjo Manninen), sowie die Bronzemedaille im Sprint, der in der klassischen Technik ausgetragen wurde.
Mit dem Erfolg beim Sprint in Lahti am 10. März 2007 sicherte sich Virpi Sarasvuo zum ersten Mal in ihrer Karriere den Sieg im Gesamtweltcup. Im darauffolgenden Winter konnte sie den Titel im Gesamtweltcup erfolgreich verteidigen.
Bei der Nordischen Skiweltmeisterschaft 2009 in Liberec konnte Sarasvuo gemeinsam mit Aino-Kaisa Saarinen ihren Titel im Teamsprint überlegen verteidigen, einen Tag später konnte sie sich mit dem finnischen Team die Goldmedaille holen.
Gemeinsam mit Pirjo Muranen, Riitta-Liisa Roponen und Aino-Kaisa Saarinen erreichte Sarasvuop bei den Olympischen Winterspielen 2010 in Vancouver die Bronzemedaille im Staffelwettbewerb über 4 × 5 km.

## Erfolge

### Olympische Winterspiele
- 2006: 1 × Bronze (Team-Sprint)
- 2010: 1 × Bronze (Staffel)

### Weltmeisterschaften
- 2001: 1 × Gold (Verfolgung)
- 2005: 1 × Silber (30 km klassisch)
- 2007: 3 × Gold (30 km klassisch, Team-Sprint, Staffel), 1 × Bronze (Sprint)
- 2009: 2 × Gold (Teamsprint, Staffel)

### Siege bei Weltcuprennen

#### Weltcupsiege im Einzel
| Nr. | Datum             | Ort           | Disziplin                    |
| --- | ----------------- | ------------- | ---------------------------- |
| 1.  | 7. März 2004      | Lahti         | 10 km klassisch              |
| 2.  | 13. Februar 2005  | Reit im Winkl | Sprint klassisch             |
| 3.  | 9. März 2005      | Drammen       | Sprint klassisch             |
| 4.  | 5. Februar 2006   | Davos         | 10 km klassisch              |
| 5.  | 26. November 2006 | Kuusamo       | 10 km klassisch              |
| 6.  | 13. Dezember 2006 | Cogne         | 10 km klassisch              |
| 7.  | 16. Dezember 2006 | La Clusaz     | 15 km Freistil Mst.          |
| 8.  | 7. Januar 2007    | Tour de Ski   | Gesamtwertung                |
| 9.  | 28. Januar 2007   | Otepää        | Sprint klassisch             |
| 10. | 3. Februar 2007   | Davos         | 10 km klassisch              |
| 11. | 10. März 2007     | Lahti         | Sprint Freistil              |
| 12. | 14. März 2007     | Drammen       | Sprint klassisch             |
| 13. | 8. Dezember 2007  | Davos         | 10 km klassisch              |
| 14. | 9. Februar 2008   | Otepää        | 10 km klassisch              |
| 15. | 27. Februar 2008  | Stockholm     | Sprint klassisch             |
| 16. | 2. März 2008      | Lahti         | 10 km klassisch              |
| 17. | 5. März 2008      | Drammen       | Sprint klassisch             |
| 18. | 16. März 2008     | Bormio        | Gesamtwertung Weltcup-Finale |
| 19. | 13. Dezember 2008 | Davos         | 10 km klassisch              |
| 20. | 4. Januar 2009    | Tour de Ski   | Gesamtwertung                |

#### Etappensiege bei Weltcuprennen
| Nr. | Datum             | Ort           | Disziplin                     | Rennen              |
| --- | ----------------- | ------------- | ----------------------------- | ------------------- |
| 1.  | 5. Januar 2007    | Asiago        | Sprint Freistil               | Tour de Ski 2006/07 |
| 2.  | 6. Januar 2007    | Cavalese      | 15 km klassisch Mst.          | Tour de Ski 2006/07 |
| 3.  | 28. Dezember 2007 | Nove Mesto    | 3,3 km klassisch Prolog       | Tour de Ski 2007/08 |
| 4.  | 5. Januar 2008    | Val di Fiemme | 10 km klassisch Mst.          | Tour de Ski 2007/08 |
| 5.  | 28. Dezember 2008 | Oberhof       | 10 km klassisch Handicapstart | Tour de Ski 2008/09 |
| 6.  | 31. Dezember 2008 | Nove Mesto    | 9 km klassisch                | Tour de Ski 2008/09 |
| 7.  | 3. Januar 2009    | Val di Fiemme | 10 km klassisch Mst.          | Tour de Ski 2008/09 |

#### Weltcupsiege im Team
| Nr. | Datum             | Ort           | Disziplin          |
| --- | ----------------- | ------------- | ------------------ |
| 1.  | 26. November 2000 | Beitostølen   | 4 × 5 km Staffel 1 |
| 2.  | 20. März 2005     | Falun         | 4 × 5 km Staffel 2 |
| 3.  | 15. Januar 2006   | Val di Fiemme | 4 × 5 km Staffel 3 |
| 4.  | 7. Dezember 2008  | La Clusaz     | 4 × 5 km Staffel 4 |

### Siege bei Continental-Cup-Rennen
| Nr. | Datum             | Ort        | Disziplin            | Serie           |
| --- | ----------------- | ---------- | -------------------- | --------------- |
| 1.  | 13. Januar 2001   | Gjøvik     | 5 km klassisch       | Continental Cup |
| 2.  | 14. Januar 2001   | Gjøvik     | 10 km Verfolgung     | Continental Cup |
| 3.  | 21. April 2003    | Ainiovaara | 5 km klassisch       | Continental Cup |
| 4.  | 10. Dezember 2005 | Toblach    | 5 km klassisch       | Alpencup        |
| 5.  | 11. Dezember 2005 | Toblach    | 10 km Freistil       | Alpencup        |
| 6.  | 17. Dezember 2005 | Campra     | 5 km Freistil        | Alpencup        |
| 7.  | 18. Dezember 2005 | Campra     | 10 km klassisch Mst. | Alpencup        |

### Tour de Ski
- Gesamtsieg der Tour de Ski 2006/2007, dabei
  - zwei Etappensiege (Sprint in Asiago und 15-km-Rennen in Cavalese)
- Zweiter Platz bei der Tour de Ski 2007/2008, dabei
  - zwei Etappensiege (5-km-Rennen in Nové Město na Moravě und 10-km-Rennen in Cavalese)
- Gesamtsieg der Tour de Ski 2008/2009, dabei
  - drei Etappensiege (10-km-Verfolgung in Oberhof, 10-km-Rennen in Nové Město na Moravě und 10-km-Rennen im Val di Fiemme)

### Weltcup-Gesamtplatzierungen
| Saison    | Gesamt | Gesamt | Distanz | Distanz     | Sprint | Sprint |
| Saison    | Punkte | Platz  | Punkte  | Platz       | Punkte | Platz  |
| --------- | ------ | ------ | ------- | ----------- | ------ | ------ |
| 1998/99   | 1      | 81.    | -       | -           | 1      | 79.    |
| 1999/2000 | 89     | 34.    | 14 46   | 33. 1 28. 2 | 29     | 35.    |
| 2000/01   | 227    | 18.    | -       | -           | -      | -      |
| 2001/02   | -      | -      | -       | -           | -      | -      |
| 2002/03   | 188    | 23.    | -       | -           | 95     | 20.    |
| 2003/04   | 848    | 6.     | 543     | 7.          | 305    | 4.     |
| 2004/05   | 726    | 3.     | 313     | 8.          | 415    | 2.     |
| 2005/06   | 636    | 6.     | 411     | 7.          | 225    | 10.    |
| 2006/07   | 1510   | 1.     | 650     | 1.          | 532    | 1.     |
| 2007/08   | 1552   | 1.     | 729     | 1.          | 538    | 3.     |
| 2008/09   | 1132   | 5.     | 528     | 6.          | 204    | 11.    |
| 2009/10   | 317    | 22.    | 178     | 21.         | 133    | 20.    |